# Eurytenes oetztalicola
Eurytenes oetztalicola är en stekelart som beskrevs av Fischer 1998. Eurytenes oetztalicola ingår i släktet Eurytenes och familjen bracksteklar. Inga underarter finns listade i Catalogue of Life.